# شيرواني (أذربيجان الغربية)
شيرواني هي قرية في مقاطعة سلماس، إيران. عدد سكان هذه القرية هو 1,199 في سنة 2006.